# Grupuri de rezistență anticomunistă din România
Rezistența anticomunistă din România a fost caracterizată printr-o multiplicitate și o mare diversitate a grupurilor de rezistență românești. Se numără mai mult de o mie, precum și câteva zeci de centre ale rezistenței. Este vorba nu doar de grupuri înarmate, ci mai ales de organizații subversive, multe dintre ele în localități urbane; activitatea lor a fost cel mai adesea efemeră, unele implicându-se în realizarea și răspândirea de manifeste. Puține dintre ele au reușit să se coordoneze la nivelul regiunii în care se aflau. Conform arhivelor Securității care au putut fi recuperate și după mărturiile rezistenților care au supraviețuit, există câteva grupuri mai importante. Prin importanță înțelegem fie numărul de membri, fie acțiunile excepționale întreprinse, fie urma vie pe care au lăsat-o în regiunea în care au combătut. Totuși, clasificarea grupurilor este o acțiune dificilă, deoarece pentru unele dintre ele informațiile nu sunt disponibile în totalitate (dosare clasate încă secrete în Arhivele Securității la SRI), iar pe de altă parte, martorii au fost de multe ori eliminați în totalitate de autoritățile comuniste sau, pur și simplu, au dispărut. Luând în considerare drept criteriu importanța activității lor și literatura disponibilă în arhive, sunt reținute șapte grupuri, descrise pe scurt, aici. Dacă ținem cont doar de mărimea dosarelor din arhivele oficiale ale statului, atunci numărul grupurilor este mult mai mare. După descrierea a șapte grupuri remarcabile, un tablou sintetic adună toate grupările considerate importante de către C.N.S.A.S. (Consiliul Național pentru Studierea Arhivelor Securității).

## Cele șapte rețele remarcabile de rezistență

### Teodor Șușman
Primar al satului Răchițele (în Munții Apuseni) de trei ori, pentru mai mult de zece ani, înainte de 1945, Teodor Șușman a devenit unul dintre cei mai cunoscuți rezistenți ca urmare a descoperirii osemintelor sale, la 23 iunie 2010, de către CICC, Centrul de Investigare a Crimelor Comunismului, dar și după cercetările făcute pe 5 și 6 iulie 2011, cu scopul de a găsi osemintele fiilor săi, care l-au urmat în luptă: Toader și Avisalon Șușman.

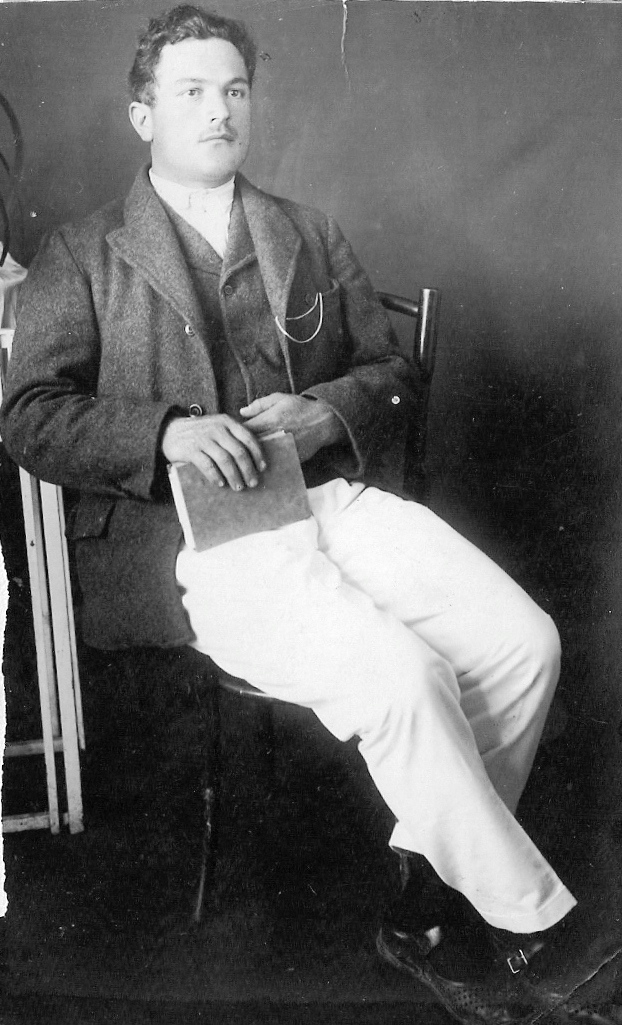
Teodor Șușman, Luptător anticomunist în Munții Apuseni.

Șef respectat și recunoscut în Țara Moților, Șușman va intra rapid în colimatorul autorităților comuniste, apoi va fi destituit din funcția de primar, la puțină vreme după ajungerea comuniștilor la putere, în 1945. Fiind greco-catolic și susținând Partidul Național Țărănesc, va fi calomniat și acuzat pe nedrept de comuniștii locali oportuniști și geloși pe reușita lui personală. După ce a încercat de mai multe ori, fără succes, prin mai multe scrisori, să își dovedească inocența și să arate cât de perfizi erau acuzatorii, Șușman se simte în pericol și decide să fugă în munți. Acest lucru se va întâmpla în august 1948, iar Șușman va fi însoțit de cei trei fii ai săi: Toader (Teodor junior), Avisalon și Traian. La început, rezistența lor se va limita la asigurarea supraviețuirii, apoi va include reacția la teroarea impusă de comuniști asupra țăranilor care îi ajutau. Vor ataca mai multe cooperative și societăți de exploatare forestieră, fără să facă vreodată uz de violență contra muncitorilor sau cadrelor și încercând să micșoreze consecințele pentru aceștia din urmă. După trei ani de rezistență în fruntea unui grup format din zece persoane, Teodor va fi împușcat în 1951. Doi dintre cei trei fii ai lui vor muri în 1958, într-o șură incendiată de Securitate. Întreaga familie Șușman va avea un destin tragic, cu excepția lui Traian, singurul care va supraviețui după ani lungi de pușcărie.

### Maior Nicolae Dabija- Rețeaua „Frontul Apărării Naționale, Corpul de Haiduci”

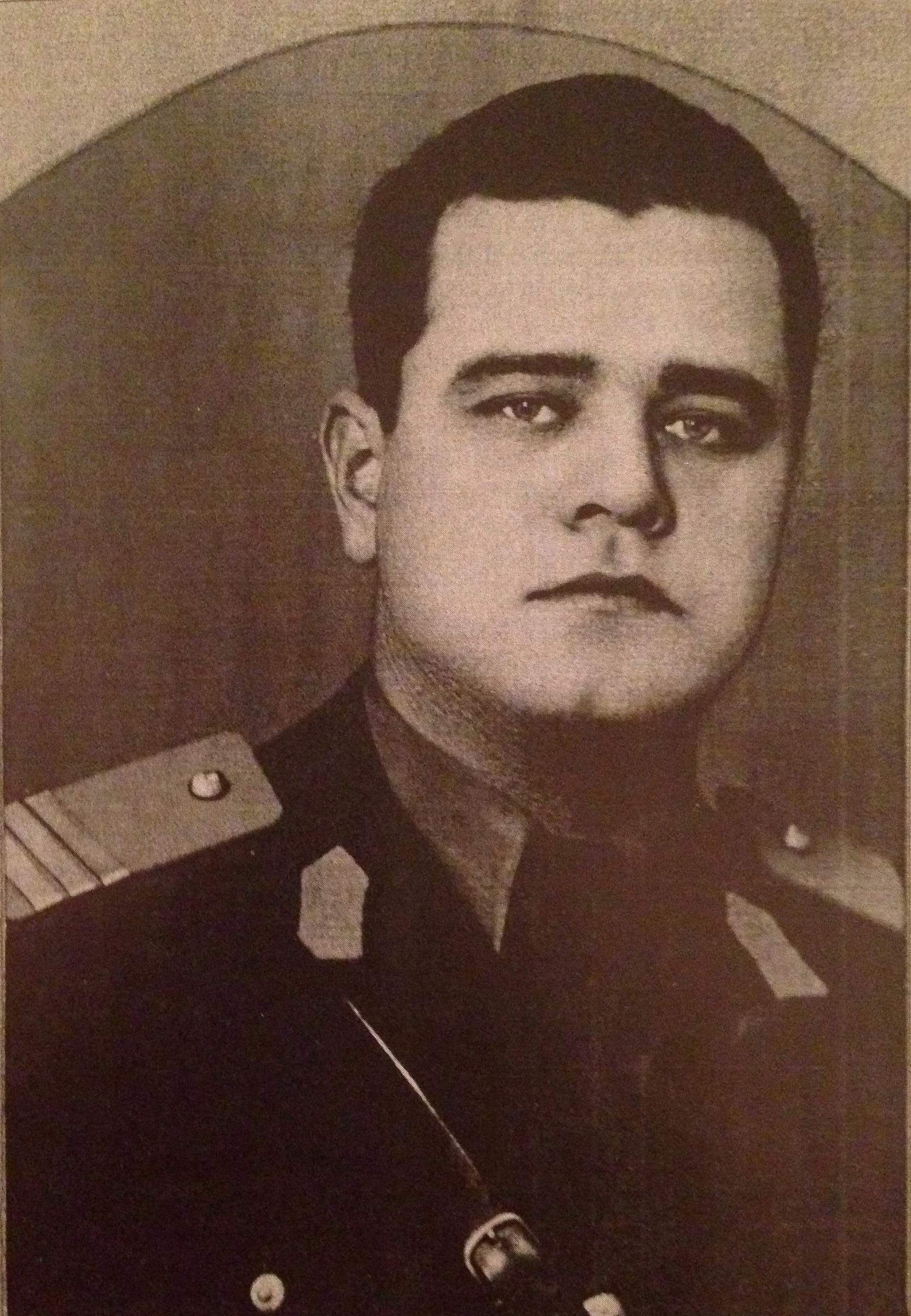
Maior Nicolae Dabija, Luptător anticomunist în Munții Apuseni.

Există încă un grup armat din regiunea Munților Apuseni, numit Frontul Apărării Naționale - Corpul de Haiduci, pe care istoricii îl consideră drept important. Acest grup era condus de un fost ofițer al armatei regale, care participase la războiul împotriva URSS pe Frontul de Est, Maiorul Nicolae Dabija, și va ataca biroul perceptorului din Teiuș, înarmat cu carabine și pistoale. Autoritățile române vor descoperi refugiul rebelilor după ce îl vor aresta pe unul dintre ei, iar acesta le va indica locul, pe Muntele Mare. O operațiune condusă de forțele de securitate se lansează împotriva rebelilor în dimineața zilei de 4 martie 1949. Conduși de Colonelul Mihai Patriciu, securiștii vor ataca vârful unde erau ascunși rebelii. Au urmat focuri și lupte corp la corp. Vor fi trei morți și trei răniți, în rândul comuniștilor. Dabija a fost arestat pe 22 martie 1949, după ce a fost denunțat de către un sătean. Pe 28 octombrie 1949, șapte membri ai grupului, printre care și Maiorul Nicolae Dabija, vor fi executați la Sibiu.

### Colonel Ion Uță

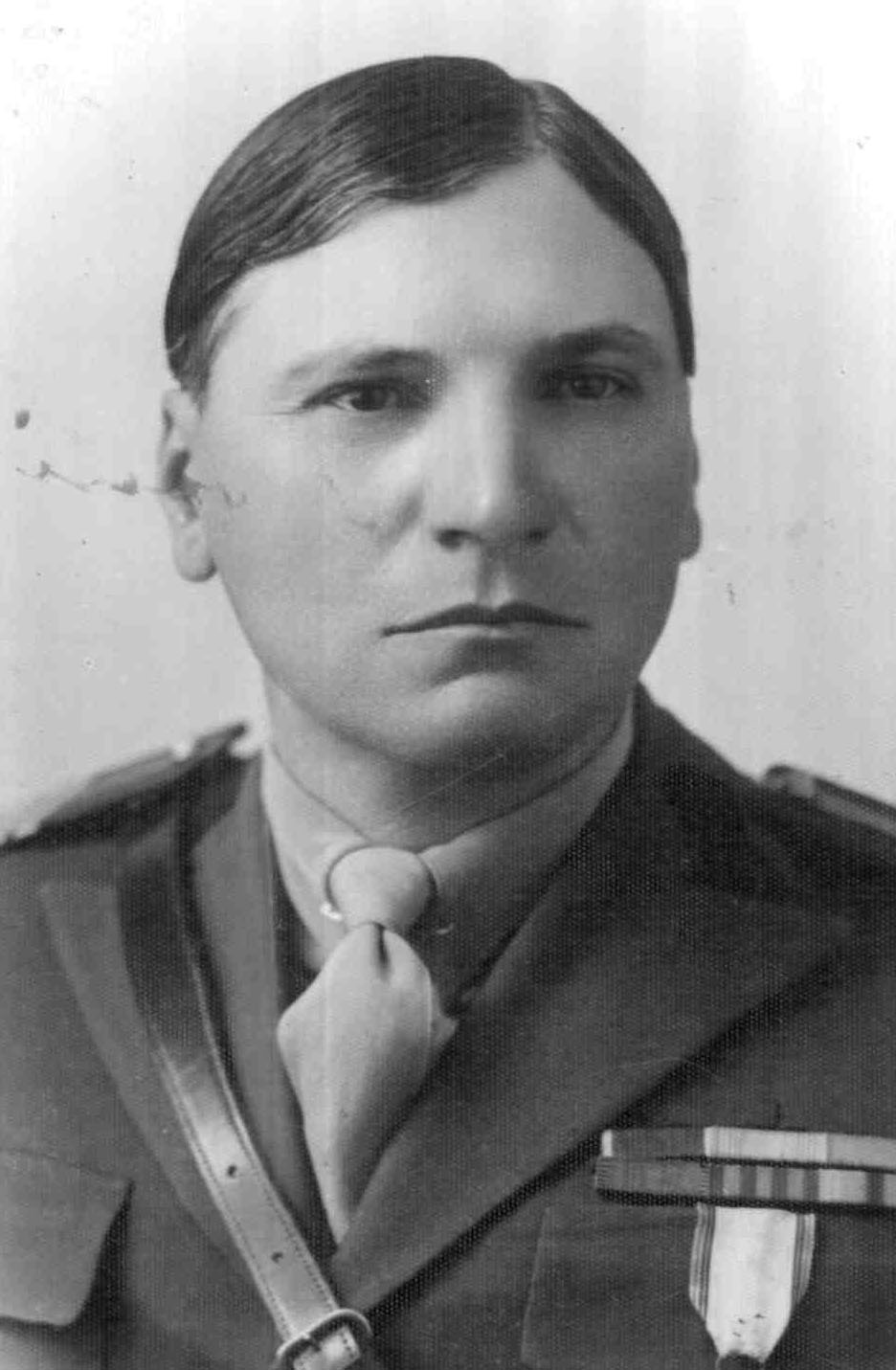
Colonel Ioan sau Ion Uță, rezistența în Banat

Inițiator al unui grup de rezistență important din Banat, Colonelul Ion Uță este unul dintre cele mai extraordinare personaje ale Rezistenței române. Unul dintre grupurile de rezistență pe care le-a fondat a fost implicat într-o adevărată bătălie contra trupelor de Securitate, la Pietrele Albe, fapt foarte rar în mișcările de rezistență din România, care erau cel mai des axate pe defensivă. Prefect al județului Severin (între cele două Războaie Mondiale), în perioada 1943-1944 căpitan în armata română, Ion (sau Ioan) Uță a fost numit Colonel, apoi trecut în rezervă odată cu epurarea armatei de către comuniști. Șef (local) în Partidul Național Țărănesc (PNȚ) cu ocazia alegerilor generale din 1946, Uță a trebuit să fugă, deoarece se știa urmărit de Securitate. Prin urmare, el se retrage în munții Țarcul și Cernei. Încă de la implicarea lui în Rezistență, va căuta să organizeze și să coordoneze între ele diferitele grupuri de rezistență românească din Banat, cu scopul de a întări și a unifica forțele existente, apoi de a organiza o revoltă populară generală în regiune. Este unul dintre rarii șefi de rețea care au dorit să creeze un schelet regional, apoi național, pentru Rezistență, printr-un plan precis și un calendar. Format exclusiv din locuitori ai satelor de munte din Severin, grupul său va include 30 de persoane - în grup se vor infiltra elemente ale Securității, iar Uță va fi omorât în 1949.

### Gogu Puiu - Rețeaua „Haiducii Dobrogei”
În jurul lunii iulie 1947, la București se decide formarea unei organizații de Rezistență în Dobrogea - aceasta va începe să acționeze în 1948, sub conducerea fraților Nicolae și Dumitru Fudulea (în nordul Dobrogei) și a lui Gogu Puiu (în sudul Dobrogei). Li se va alătura Nicolae Ciolacu care va conduce mișcarea din centrul regiunii. Singurul supraviețuitor al Haiducilor din Dobrogea și care va publica în 1995 o lucrare completă despre Rezistența din această regiune. 

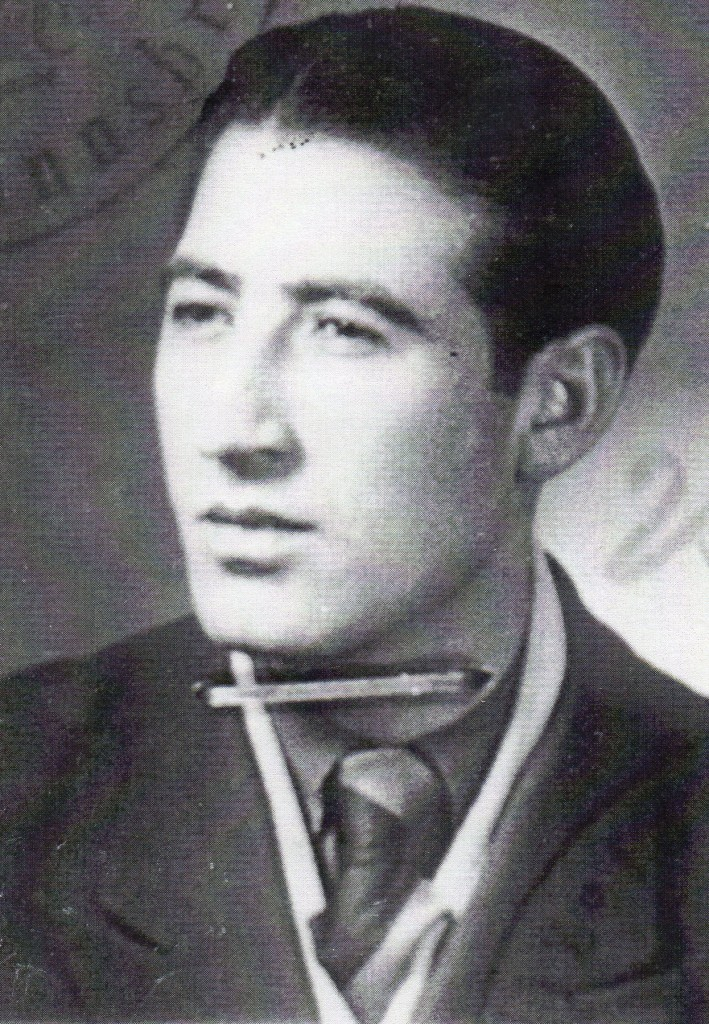
Gogu Puiu, Luptător anticomunist în Dobrogea.

 Grupul a fost numit Haiducii Dobrogei. Legionar macedo-român, întors din Germania împreună cu alți câțiva camarazi, Gogu Puiu a organizat și a structurat Rezistența, sprijinindu-se în fiecare localitate pe micile grupuri de rezistenți care acționau independent, fiecare având propriul șef. Coordonarea va fi realizată printr-un grup de comandă ce va comunica printr-un sistem eficient de curieri. Între 1947 și 1956, Dobrogea a fost un centru de rezistență extrem de activ, în care au fost implicate numeroase familii, dintre care multe au devenit victime ale represiunii comuniste. Aproape toți combatanți vor fi uciși de Securitate, sau vor muri ca urmare a torturilor. Supraviețuitorii vor fi trimiși în coloniile de muncă silnică de la Canalul Dunăre-Marea Neagră, adevărate colonii de exterminare prin epuizare, în care regimul comunist trimitea opozanții pe care nu dorea să îi mai vadă revenind în societate. 
Există mai multe dosare „Gogu Puiu” la Consiliul Național pentru Studierea Arhivelor Securității (CNSAS) în 2017, dar elementele accesibile nu conțin informații precise și detaliate în ceea ce privește activitățile sale ca rezistent. Informațiile liber accesibile pe acest subiect sunt parțiale, uneori contradictorii și se limitează la câteva rapoarte ale jandarmeriei sau note ale poliției acoperind activitatea acestui șef de cuib legionar în anii 1934-1940. După puținele elemente care pot fi consultate, se pare că sunt două dosare produse de Securitate, unul din 5 volume despre Gogu Puiu și altul din 2 volume despre Olimpia, însoțitorul său. Cu toate acestea, ambele fișiere sunt încă clasificate ca secrete și, prin urmare, inaccesibile, ceea ce limitează munca istoricilor.
Este urmărit și supravegheat încă de la înscrierea sa în Mișcarea Legionară din anul 1934 și este considerat de către Securitate drept un “terorist” și un “fascist”. Informații fragmentate privind activitățile sale de rezistent sunt foarte limitate. Totuși, este aproape sigur că Gogu Puiu a intrat în contact cu serviciile secrete franceze și americane la Viena, în 1945-1947, apoi, probabil, a fost format în vederea luptelor clandestine și a celor de gherilă. Carismatic, Puiu va lăsa după el impresia unui luptător curajos, hotărât, superior, asemeni haiducilor din secolele trecute. În iulie 1949, va alege să se sinucidă, explodând grenada pe care o avea tot timpul la el, în loc să cadă în mâinile comuniștilor.
Obiectivul Rezistenței din Dobrogea era să pregătească România pentru eventualitatea unui război între Occident și URSS. În acest context, Gogu Puiu ar fi putut fi un agent de legătură și cel care trebuia să pregătească terenul pentru sosirea americanilor.

### Ion Gavrilă Ogoranu- Rețeaua „Carpatin Făgărășan”

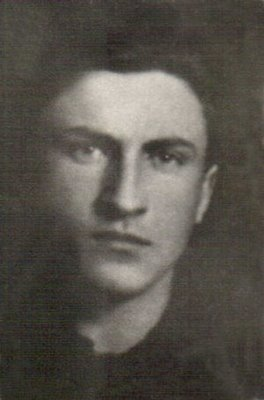
Ion Gavrilă Ogoranu, rețea Carpatin Făgărășan, Munții Făgăraș (versantul de nord).

Ca urmare a arestărilor masive din 1947, care afectează în mod special sute de studenți, militari și legionari din regiunea Făgăraș, toți cei care au scăpat cu viață au format grupul Carpatin Făgărășan. 
Longevitatea grupului - 9 ani - se explică prin organizarea sa de tip militar și prin tactica utilizată. Nu exista o centralizare geografică sau un cartier general, zona de intervenție era foarte largă, mobilitatea sporită, totul era făcut în așa fel încât să surprindă inamicul și să facă cercetările cât mai dificile. Folosind tactici de gherilă și despărțindu-se în mod regulat în grupuri mici, pentru a-și crește șansele de supraviețuire, Grupul Carpatin de Rezistență Națională Armată este cunoscut în special datorită supraviețuirii șefului său, Ion Gavrilă Ogoranu, care aduc numeroase detalii cu privire la supraviețuirea partizanilor în munți, în condiții extrem de dificile. Legionar și credincios fervent, Ion Gavrilă Ogoranu a marcat spiritele și a servit chiar ca sursă de inspirație pentru un film românesc ce povestește viața de zi cu zi a unui grup de tineri rezistenți anticomuniști. Dintre cei douăzeci de tineri care vor alege să își sacrifice tinerețea și viața socială pentru a lupta pentru libertate, doar doi vor supraviețui în fața Securității. Majoritatea vor fi împușcați în timpul ciocnirilor cu Securitatea, sau vor fi trădați de apropiați ori de agenți infiltrați.

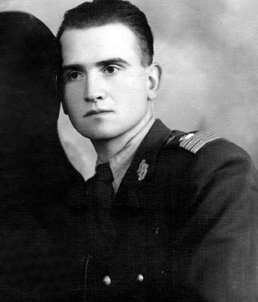
Locotenent Toma Arnăuțoiu, grupul „Haiducii Muscelului”, Munții Făgăraș (versantul de sud).

### Toma Arnăuțoiu- Rețeaua „Haiducii Muscelului”
Înființată de locotenent-colonelul Gheorghe Arsenescu și Toma Arnăuțoiu, longevitatea este prima caracteristică a grupului de rezistenți condus de locotenentul Toma Arnăuțoiu. Haiducii Muscelului și-au dat 10 ani din viață pentru lupta împotriva comunismului. Mulți săteni și în special femei curajoase i-au susținut în tot acest timp și, dacă au fost prinși, au avut aceeași soartă cu ei. Majoritatea rezistenților au fost executați sumar, ceilalți au fost aruncați în pușcărie pentru mulți ani, în condiții inumane, și, de multe ori, nu au supraviețuit. Elisabeta Rizea a scăpat de acest destin, în ciuda torturii și a persecuției, și a devenit un simbol viu, apoi o icoană a Rezistenței românești. Durata acestei lupte a lăsat numeroase urme în arhivele Securității, permițând astfel istoricilor să facă multiple studii și analize. Conform informațiilor pe care le găsim aproape sistematic în rapoartele și mărturiile disponibile despre rețelele de rezistență, această rețea a fost nimicită de Securitate din cauza corupției membrilor săi, a trădărilor și a infiltrărilor agenților externi.

### Victor Lupșa - Rețeaua „Vlad Țepeș II”
Personaj controversat al Rezistenței din regiunea Vrancea, Victor Lupșa era pentru unii un șef respectat și dinamic, un colonel format în Iugoslavia, pentru alții un mincinos care nu avea decât studii primare, fusese reformat din cauză că avea un picior mai scurt, iar pentru o a treia categorie un spion în solda Securității și un trădător. Informațiile accesibile și disponibile în 2017 nu ne permit să tragem o concluzie clară și nici măcar să știm în ce condiții a fost arestat în 1955, apoi executat în 1956. Totuși, se pare că era vorba despre un personaj ciudat, care folosea minciuni și exagerări pentru a-i convinge pe țărani să se revolte. Va povesti tuturor că are susținerea lui Tito și a americanilor și că aceștia din urmă vor aduce arme și materiale. Începând din vara 1948, Victor Lupșa și Gheorghe Corneliu („Szarvas”) au înființat organizația Vlad Țepeș II cu preponderența în județul Vrancea. Obiectivul lor era să ridice la luptă populația din zonele muntoase.

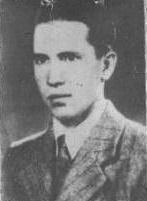
Victor Lupșa.

În 1948, Lupșa redactează un manifest anticomunist semnat cu propriul său nume și ștampilat cu o cruce creștină înconjurată de mențiunea Vlad Țepeș II. Mai apoi distribuie acest manifest șefilor de grupuri din diferitele sate în care își lansase mișcarea. Mesajul și referința la un mare domnitor român cunoscut pentru onestitate și dreptate, dar și pentru lupta neobosită împotriva hoților și a invadatorilor turci pare să-i fi sedus pe oamenii simpli și să fi ușurat fondarea acestei mișcări. Dar particularitățile locale au favorizat și ele aderarea la acest apel: mentalitatea regională foarte independentă (cultura secretului, dar și întâlnirile clandestine în păduri erau practicate de secole), o regiune izolată și înapoiată, căi de acces puține, drumuri foarte proaste sau chiar inexistente. Asemeni multor altor români, Lupșa credea în venirea iminentă a americanilor pentru a elibera teritoriul de comuniști și se purta în consecință. Astfel, a pus la punct noduri de rezistență și a pregătit structuri care să permită o revoltă masivă. Tipul lui de organizare era militar, incluzând paznici și semne de recunoaștere vizibile. Victor Lupșa va intra în contact cu mai multe grupuri civile sau religioase și va încerca, dar fără succes, să trimită un plic la legația americană. Securitatea pornise deja în căutarea lui, prin urmare, în februarie sau martie 1950, Lupșa se va ascunde în munți, împreună cu Gheorghe Corneliu.
Episodul numit chermeză a aruncat o umbră asupra intențiilor reale ale lui Victor Lupșa. În noaptea dintre 23 și 24 iulie 1950, apare un zvon conform căruia urma să fie dat semnalul pentru începerea revoltei. 19 sate așteaptă în van acest semnal, care trebuia să fie însoțit de arme, alimente și echipamente, ce urmau să fie parașutate. O singură comună va trece la acțiune: Bârsești. Un grup de țărani înarmați va reuși să îi oprească pe milițieni și pe activiștii comuniști. Dându-și seama de alerta falsă (din cauza inerției tuturor celorlalte sate), răsculații se vor refugia în pădure. Majoritatea vor fi prinși de Securitate, judecați și închiși. În septembrie 1950, în Munții Vrancei se ascundeau peste 100 de partizani. Gheorghe Corneliu se va sinucide în 1951, pentru a scăpa de următorii comuniști, iar Lupșa se va ascunde în pădurile din Munții Zagon, de unde se și trăgea. După mai mulți ani de urmărire și fugă, pe 27 noiembrie 1955, Lupșa s-a predat autorităților din Câmpulung Muscel, declarând că nu dorește să facă recurs la sentința din iunie 1951, de condamnare la moarte în contumacie. Va fi executat la penitenciarul din Iași, pe 3 decembrie 1956.
Dincolo de zona de umbră care planează asupra personajului Victor Lupșa, mișcarea Vlad Țepeș II rămâne, de departe, cea mai importantă dintre toate mișcările de rezistență din țară. Mii de țărani vor fi arestați și trimiși în pușcărie ca urmare a celei mai mari operațiuni represive lansate vreodată de Securitate, între iulie și octombrie 1950.

Harta României care arată principalele puncte de rezistență armată cu puncte roșii.

- Portrete ale rezistenților români -
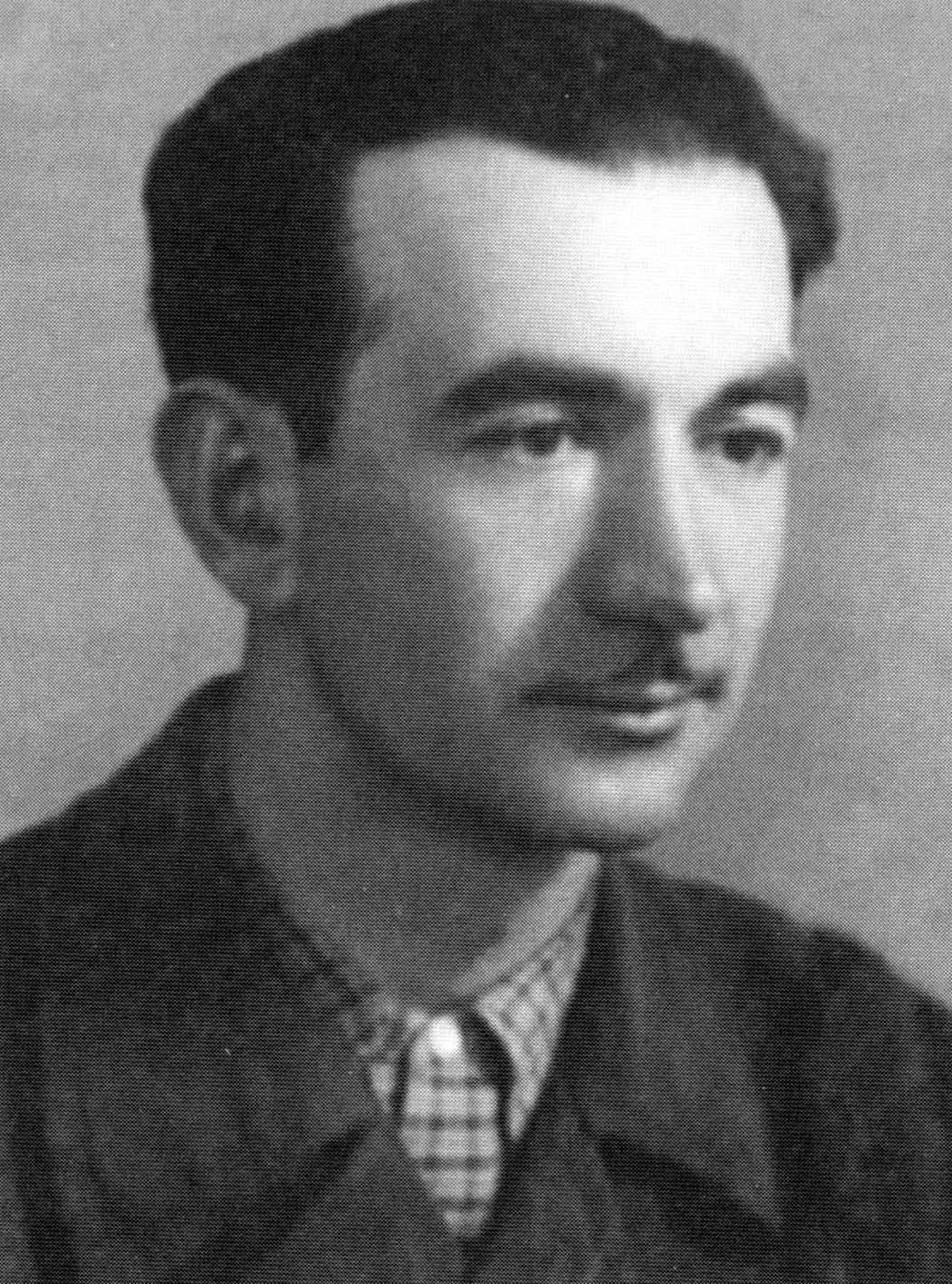
Iosif Capotă, Apuseni.
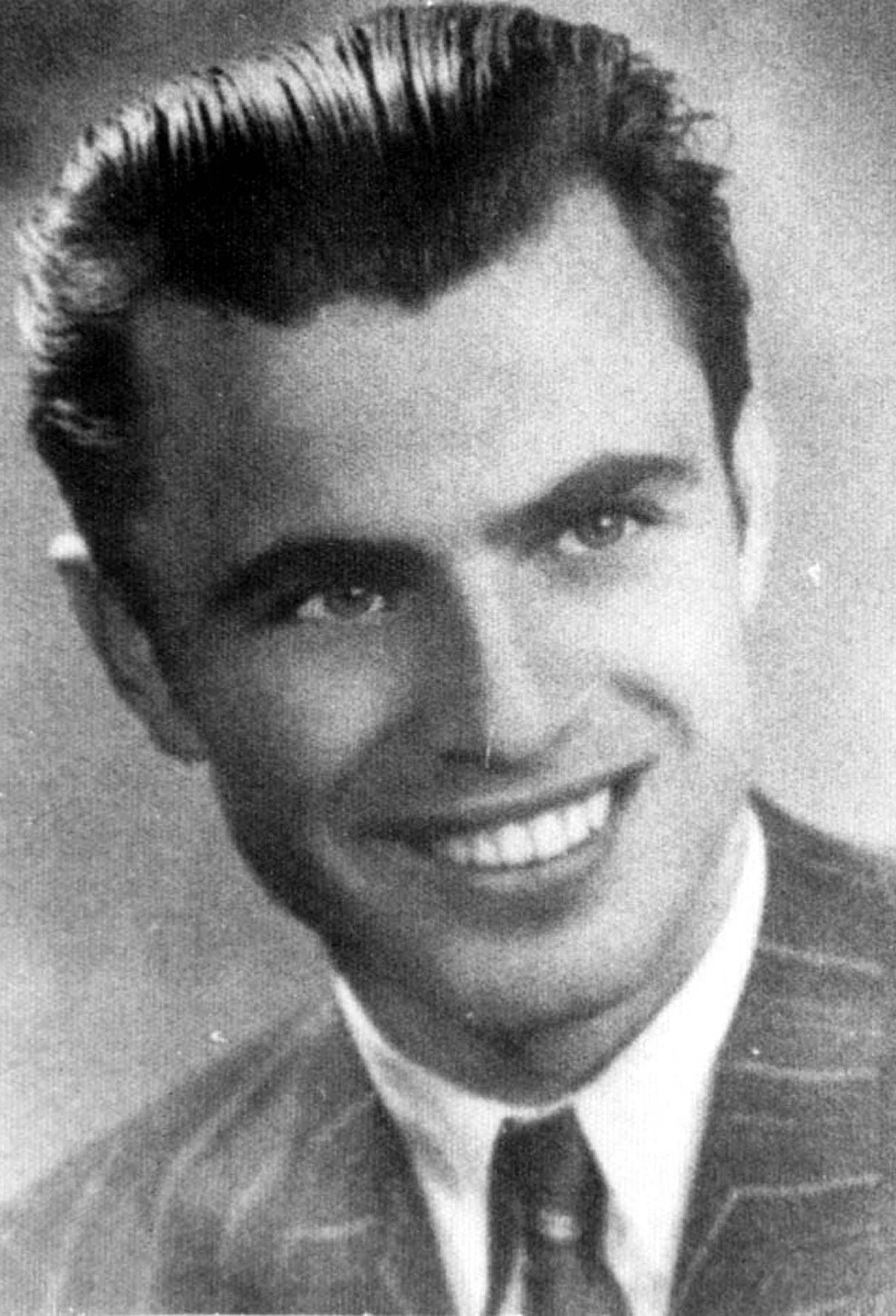
Alexandru Dejeu, Apuseni.
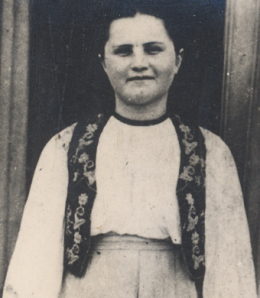
Lucreția Jurj, grupul Teodor Șușman, Apuseni.
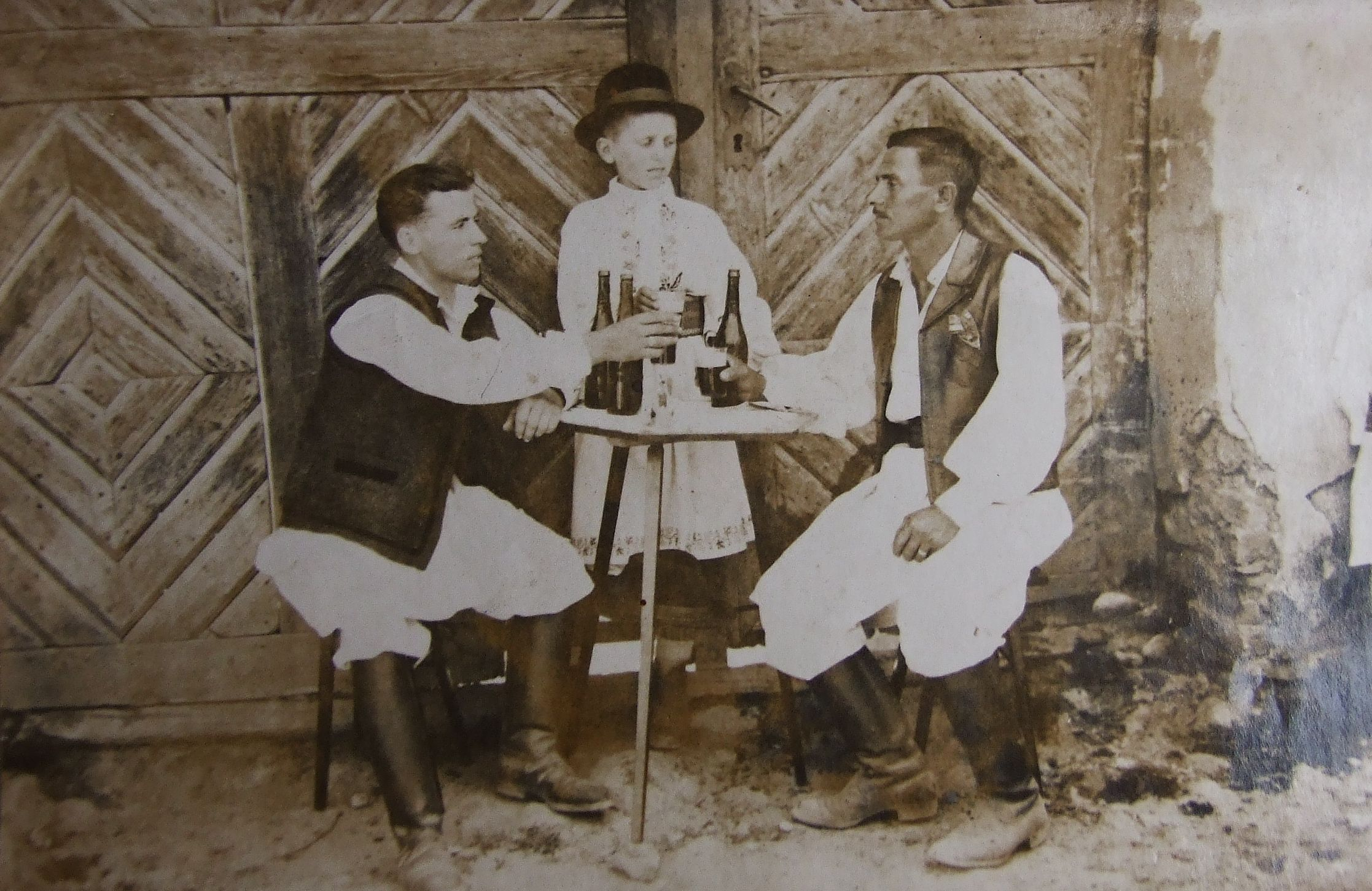
Dumitru Isfănut (în dreapta fotografiei), Banat.
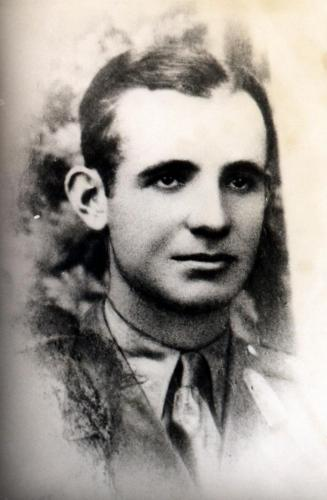
Căpitan Leonida Bodiu, Bistrița-Năsăud - Munții Rodnei.
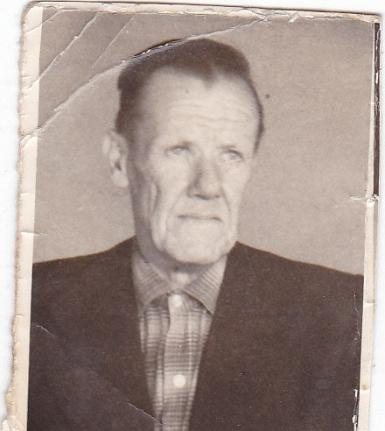
Părintele Ioan Valeanu, preot greco-catolic[18], grupul Căpitanului Leonida Bodiu, Bistrița-Năsăud - Munții Rodnei.
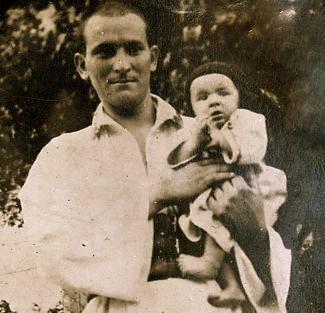
Dumitru Toader, Bistrița-Năsăud - Munții Rodnei.
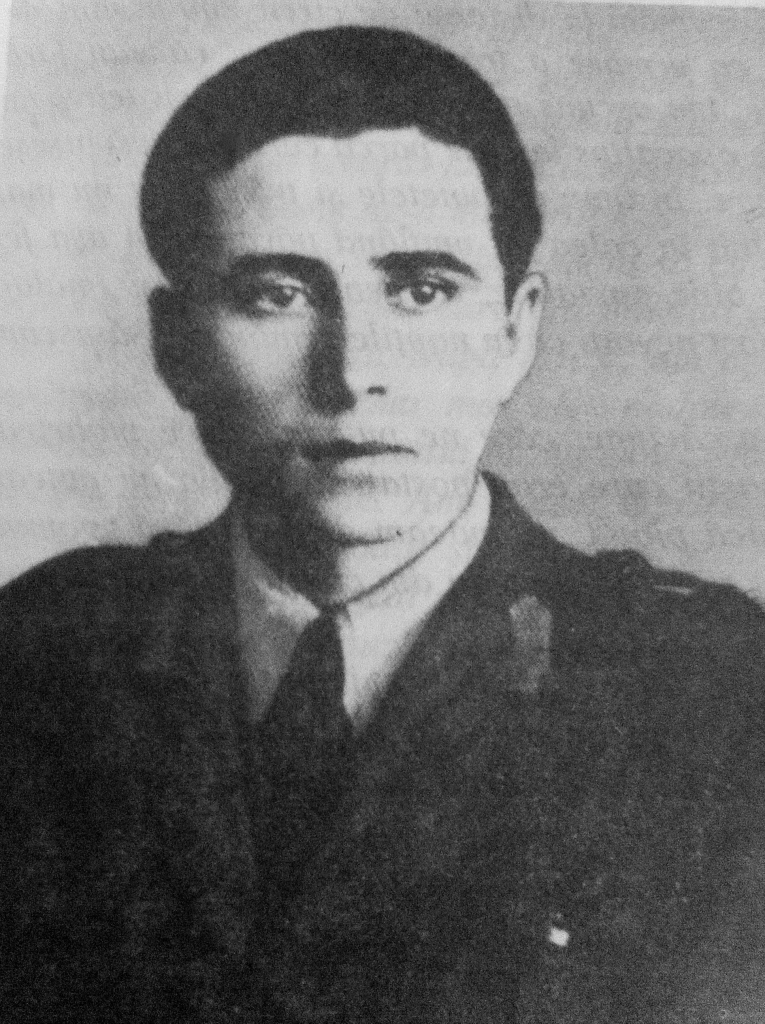
Sergent major de jandarmerie Gavril Vatamaniuc, Bucovina.
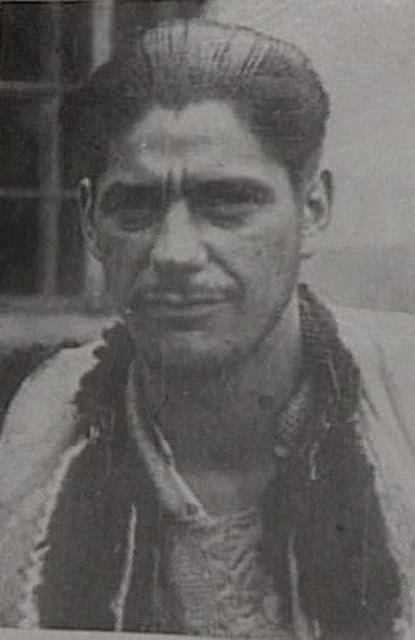
Vasile Motrescu, Bucovina.
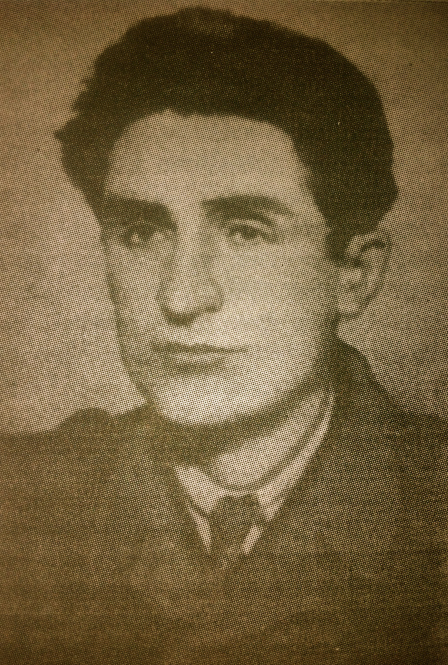
Vladimir Macoveiciuc, Bucovina.
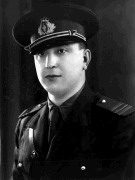
Locotenent-Colonel Gheorghe Arsenescu, Munții Făgăraș (sud).
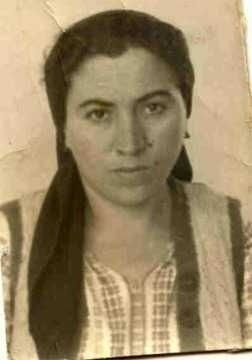
Ana Simion, rețeaua Haiducii Muscelului, Munții Făgăraș (sud).
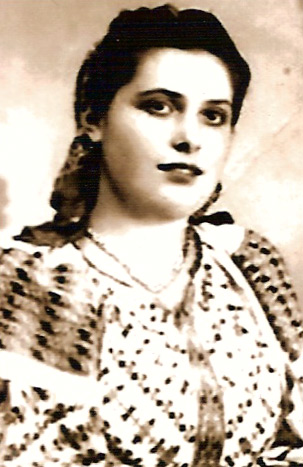
Maria Andreescu (soție de preot ortodox), Munții Făgăraș (sud).
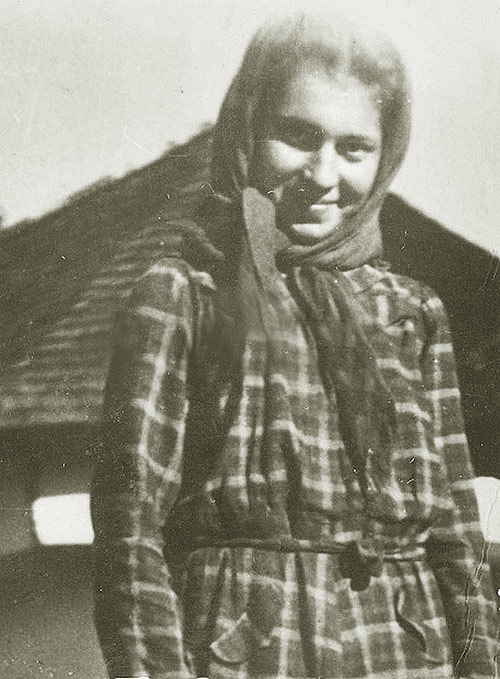
Maria Plop (soția lui Toma Arnăuțoiu), Munții Făgăraș (sud).
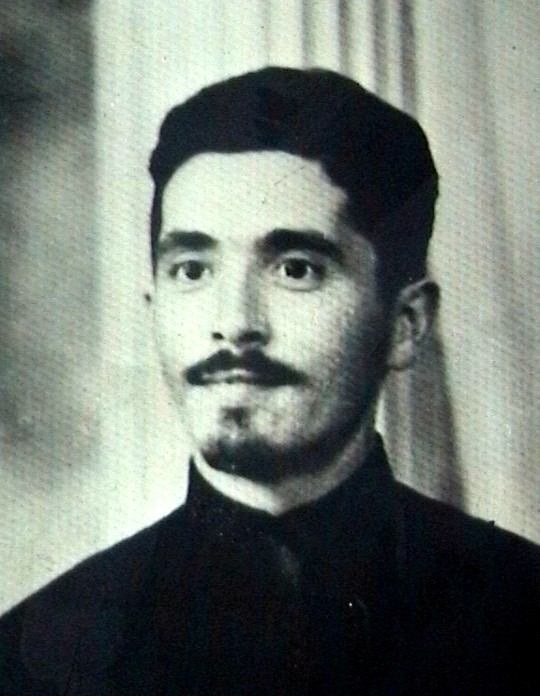
Părintele Ioan Constantinescu, preot ortodox, grupul Haiducii Muscelului, Munții Făgăraș (sud).
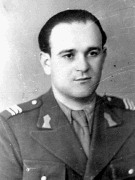
Căpitan Grigore Brâncuși, Gorj.
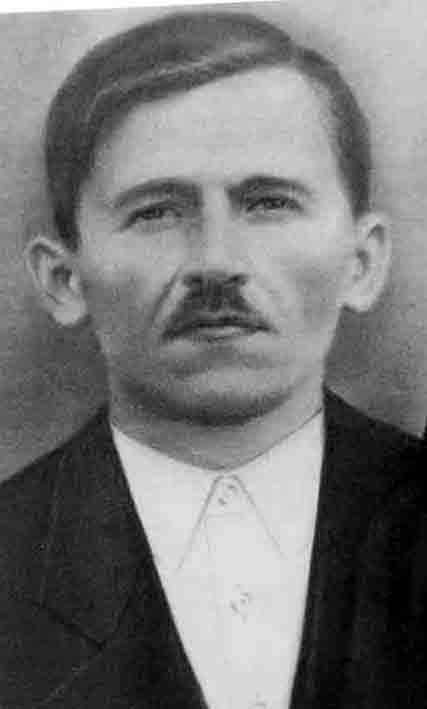
Nicolae Pop, Maramureș.
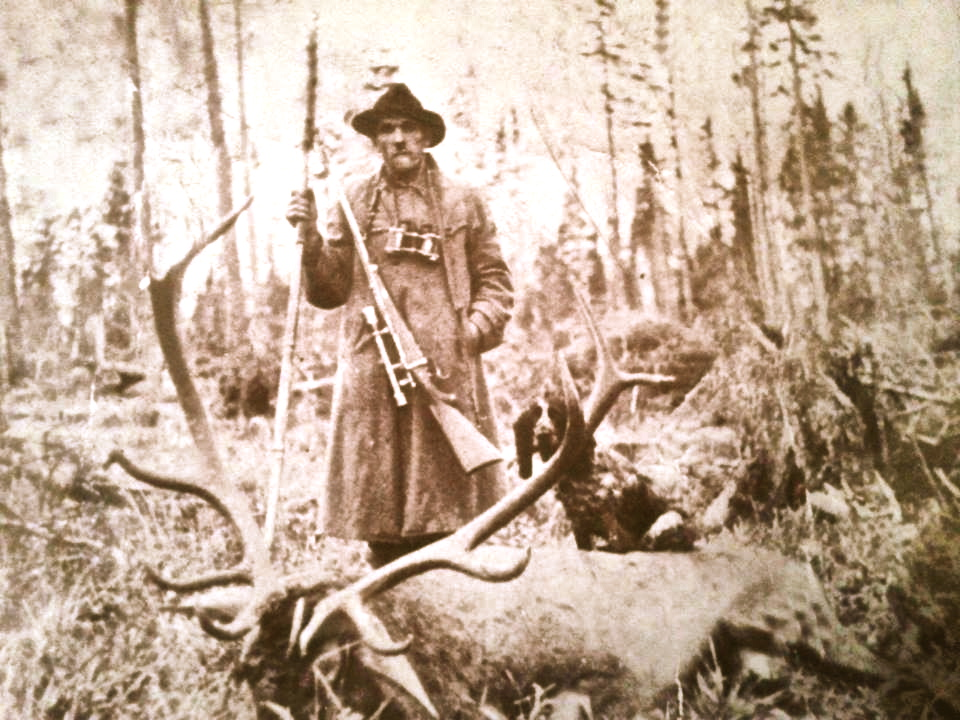
Gheorghe Pașca, Maramureș.
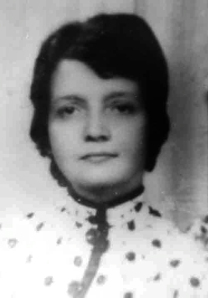
Aristina Pop, rețeaua Nicolae Pop (tatăl ei), Maramureș.
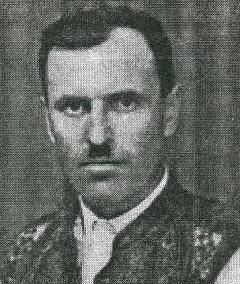
Gavrilă Mihali-Ștrifundă, Maramureș
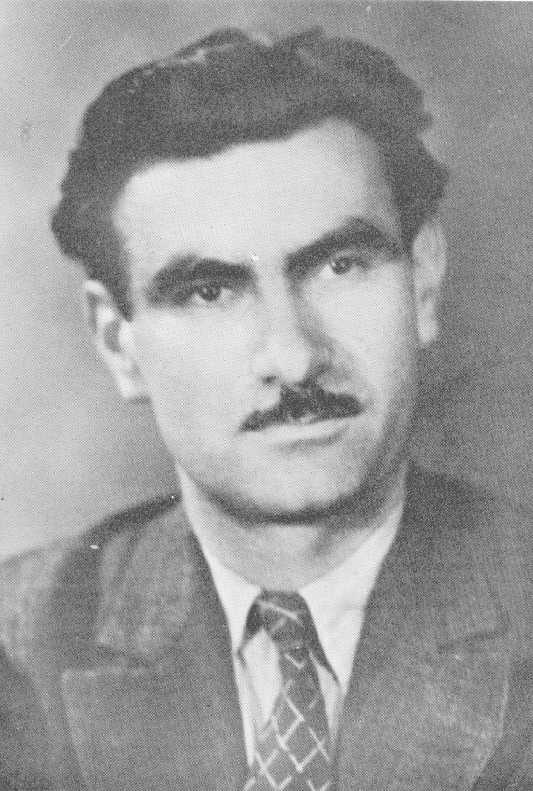
Ică Tănase, legionar parașutat în România în 1953.
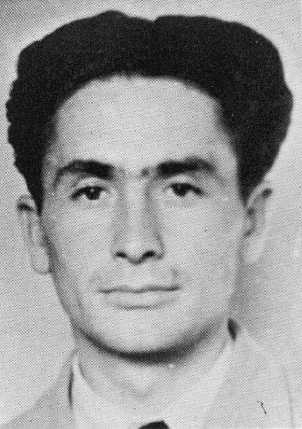
Ion Golea, legionar parașutat în România în 1953.
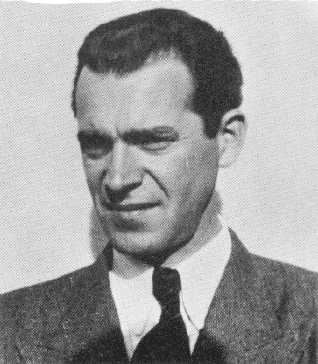
Ion Samoilă, legionar parașutat în România în 1953.
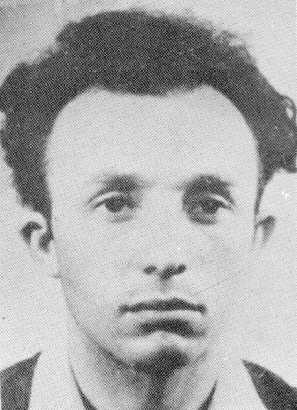
Ion Tolan, legionar parașutat în România în 1953.

## Cele mai importante rețele de rezistență
| Regiune                        | Zona de activitate                                             | Numele Grupului | Șeful Grupului (Principalii membri) | Periodă   |
| ------------------------------ | -------------------------------------------------------------- | --- | --- | --------- |
| Ardealul                       |                                                                | | |           |
| Apuseni                        | Teodor Șușman                                                  | Teodor Șușman (Toader-Teodor junior, Avisalon și Traian Șușman, Nuțu Bortoș, Gheorghe Mihuț, Ion Ciota, Roman Oneț, Mihai Jurj) | 1948-1958 |           |
| Apuseni                        | Partizanii Regelui Mihai - Armata Secretă                      | Căpitan Alexandru Suciu (Preot Gheorghe Mureșan, Lazăr Bondor, Ionel Manu) | 1948-1950 |           |
| Apuseni                        | Capotă-Dejeu                                                   | Dr. Iosif Capotă și Dr. Alexandru Dejeu | 1947-1957 |           |
| Apuseni                        | Frontul Apărării Naționale – Corpul de Haiduci                 | Maior Nicolae Dabija (Frații Traian și Alexandru Macavei, Sandu Maxim, Sandu Maxim, Cornel Pascu, Iosif Clamba, Ioan Scridon, Titus Onea, Alexandra Pop, Augustin Rațiu, Gheorghe Oprița, Ioan Cigmăianu, Victor Vandor, Viorica Buțuțui) | 1948-1949 |           |
| Apuseni                        | Organizația Cruce și Spadă                                     | Gheorghe Gheorghiu Mărășești (Gavrilă Fortu, Aurel Potra, Alexandru Covaci, Traian Mereuț, Nicolae Negoiță, Mircea Oprescu, Nicu Boiangiu, Nicolae Pituru, Aurel Ciurcel, Ionel Iordan, Traian Pașca, Ion Torcea) | 1948-1949 |           |
| Apuseni                        | Leon Șușman                                                    | Leon Șușman (Simion Roșa, Gheorghe Șușman, Vasile Crișan, Ilie Vlad, Teodor Trânca, Vasile Răfăilă, Andrei Bicuț) | 1948-1957 |           |
| Apuseni                        | Ștefan Popa                                                    | Ștefan Popa (Ioan Robu, Bratu, Nicolae Suciu, Petre Mărgineanu, Silvestru Bolfa, Nicodim Lazăr, Sandu Maxim) | 1948-1949 |           |
| Apuseni                        | Sandu (Alexandru) Maxim                                        | Sandu (Alexandru) Maxim (Cornel Pascu, preotul greco-catolic Nicolae Suciu, Petre sau Petru Mărgineanu, Florian Picoș, Mihai Florinc) | 1948-1949 |           |
| Apuseni                        | Frații Spaniol                                                 | Aron și Vasile Spaniol (Mulea Gavrilă, Popa Romul) | 1948-1950 |           |
| Apuseni                        | Maior Emil Oniga                                               | Maior Emil Oniga | 1948-1949 |           |
| Apuseni                        | Cornel Deac - Nicolae Moldovan                                 | Cornel Deac (Nicolae Moldovan, Ioan Mărgineanu, Miclea Ilie junior, Miclea Ilie senior) | 1949-1953 |           |
| Apuseni                        | Căpitanul Diamandi Ionescu                                     | Căpitanul aviator Diamandi Ionescu (Iosif Codoreanu, Simion Gălbează, Victor Marc, Ioan Mârzan, Gheorghe Spulbatu, Victor Lădar, Vasile Marc, Doctor Remus, Simion Grozav, Vasie Vătcă, Constantin Vătcă, Filon Metodie Cirebea, Filip Grozav, Gavril Herculea, Ioan Vlad, Iosif Giurgiu, Ștefan Vătcă, Nicodim Cirebea, Augustin Țolea, Iona Ciulea, Ioan Cidrea, Vasile Iancu, Laurențiu Pop junior, Victor Puiu, Gligor Cidrea, Ioan Stoica) | 1949-1950 |           |
| Bistrița-Năsăud                | Haiducii lui Avram Iancu - Divizia Sumanele Negre              | Căpitan Gavrilă Olteanu (Locotenenții Dumitru Șteanță și Nicolae Paleacu) | 1946 |           |
| Bistrița-Năsăud – Munții Rodna | Liga Națională Creștină sau Garda Albă                         | Căpitan Leonida Bodiu (Ioan Burdeț, Dumitru Toader) | 1948-1949 |           |
| Brașov                         |                                                                | | |           |
| Crișana și Arad                | Valer Șirianu                                                  | Valer Șirianu (General Baloșiu, colonel Rădulescu, dr. Boieriu, preot Tiberiu Dârlea, sub-ofițer Ion Ardelean, Sabin I.) | 1948 |           |
| Crișana și Arad                | Gligor Cantemir                                                | Gligor Cantemir (Ioan Faur din Baltele, Pavel Bacoș din Valea Mare, Hagea Iulian zis Leanu, Dărău Igna din Cil, Ioan Lazăr din Roșia, Ioan Jurcuța, Iulian Hagea, Ioan Lulușa, Pavel Dobre, Pavel Lulușa, Ioan Lupei) | 1947-1952 |           |
| Crișana și Arad                | Mișcarea Națională de Eliberare                                | Ioan Blăgăilă (Ioan Grosolina) | 1949-1952 |           |
| Crișana și Arad                | Adrian Mihuț                                                   | Adrian Mihuț (Gheorghe Poenaru, Pavel Suciu, Moise Sârb, Constantin Buțiu, Pavel Bonța, Gheorghe Maniu, Gheorghe Deheleanu, Simion Văcean, Teodor Ardelean, Virgil Căpitan, Ioan Stoica, Pavel Ignișca, Părintele Ioan Crișan, Aurelia Crișan, Ioan Balaj, Gheorghe Momac, Iacob Opreț) | 1948-1956 |           |
| Munții Făgăraș (Nord)          | Carpatin Făgărășan                                             | Ion Gavrilă Ogoranu (Ion Ilioiu, Remus Sofonea, Gheorghe Arsu, Virgil Radeș, Gheorghe Șovăială, Ion Chiujdea, Ion Novac, Ion Mogoș, lon-Victor Pica, Nicolae Mazilu, Petre Novac, Jean Pop, Laurian Hașu, Andrei Hașu, Cornel Cîlțea, Marcel Cornea, Gelu Novac, Gheorghe Hașu, Mihai Malgan, Gheorghe Ramba, Dumitru-Bambu Moldovan, Vasile Moldovan, Ion Bărcuț, Toma Pîrîu zis Porîmbu) | 1948-1956 / 1976 |           |
| Munții Făgăraș (Sud)           | Haiducii Muscelului sau Gruparea Nucșoara                      | Toma Arnăuțoiu și Locotenent-Colonel Gheorghe Arsenescu (Petre Arnăuțoiu, Titu Jubleanu, Ion Chircă, Elisabeta Rizea, Constantin-Tică Jubleanu, Maria Jubleanu, Benone Milea, Virgil Marinescu, Ion Marinescu, Alexandru Marinescu, Gheorghe Mămăligă, Maria Plop, Cornel Drăgoi, Părintele Ion Drăgoi, Nicolae Ciolan, Mihai Gheorghe, Ion Pățitu, Nicolae Pățitu, Ion Săndoiu, Nicolae Adămoiu) | 1948-1958 |           |
| Munții Făgăraș (Sud)           | Apostol                                                        | Dumitru Apostol (Ștefan Ghelmeci, Gheorghe Ștefănescu, Părinte Nicolae Donescu, Ghe. Dorobanțu, Grigore Dumitrașcu) | 1948-1949 |           |
| Hunedoara                      | Liga Partizanilor Români din Hațeg                             | Lazăr Caragea (Petru Vitan, Iosif Nandra, Costa Ion Catănă, Costa Adam Bălaj, Costa Ion Daru, Costa Ion Daru junior) | 1948-1952 |           |
| Maramureș                      | Grupuri de preoți uniați (în diferite grupuri de rezistență)   | (preoții greco-catolici Vasile Chindris și Vasile Hotico, călugarița greco-catolică Pelagia Iusco, preoții greco-catolici Ioan Dunca Joldea și Gheorghe Mureșan, preot greco-catolic și călugăr Miclea, preot greco-catolic Eusebiu Cutcan, călugărul greco-catolic Andrei Biriș, preoții greco-catolici Vasile Gherman și Emil Riti) | 1948-1967 |           |
| Maramureș                      | Gavrilă Mihali-Ștrifundă                                       | Gavrilă Mihali-Ștrifundă | 1945-1949 |           |
| Maramureș                      | Vasile Popșa                                                   | Vasile Popșa (Ion Popșa, Mihai Sofron, Ioan Rusu, Ioan Hotea zis Hricu, Ștefan Țând, Gavrilă I. Iusco, Gavrilă G. Iusco, Ioan Dunca, preoții greco-catolici: Ioan Dunca Joldea, Alexandru Chindriș și Vasile Iusco, călugărul Pelagia Iusco, Maria Sas) | 1948-1949 |           |
| Maramureș                      | Grupul Dragomirești                                            | Ion Popșa și Ion Ilban (Frații Gheorghe, Dumitru Pașca, Ilie Zubașcu) | 1949-1956 |           |
| Maramureș                      | Vasile Dunca                                                   | Vasile Dunca (Părăscău, Șerban Vasile-Simion, frații Gherman, Ion Frunză, frații Șandordin Budești, Ion Andreiea, Vasile Tomoioagă, Gheorghe Dunca) | 1948 |           |
| Maramureș                      | Nicolae Pop                                                    | Nicolae Pop (Achim și Aristina Pop, Preot greco-catolic Atanasie Oniga, Vasile Pașca, Vasile Hotea, Ioan Mâț, Ilieș Dunca, Gavrilă Dunca, Ioan Hotico, Dumitru Hotico, Vasile Chindriș, Ștefan Chindriș, Dumitru Chindriș, Mircea Dobre, Ioan Rusu, Vasile Tivadar, Vasile Blaga) | 1949-1953 |           |
| Maramureș                      | Gheorghe Pașca                                                 | Gheorghe Pașca (Ioana Vlad) | 1946-1956 |           |
| Sibiu                          | Grupul Fetea (Pădurile Fetea - Noul Săsesc)                    | Ionel Golea (Ion Golea, Ștefan Popa, Axente Păcurariu, Ion Samoilă, Vasile Vlad, Șerban Secu, Ion Cristea, Bubu Pintea, dr. Teofil Mija, ing. Aurel Ursu) | 1944-1948 |           |
| Banatul românesc               | Colonel Ion Uță                                                | Colonel Ion Uță (Mircea Vlădescu, Dumitru Mutașcu, Dumitru Ișfănuț, Duicu și Gheorghe Cristescu, Ilie Cristescu, Nicolae Ciurică) | 1947-1949 |           |
| Banatul românesc               | Organizația Națională Creștină de Luptă Împotriva Comunismului | Arcadie Goian (Teodor Vasile, Sever Micula, Emil Casapu, Elena Botez, Gelu Fătăceanu, Mihai Ceclan, Ion Hudiță, Ștefan Oanca, Alexandrina Pretescu) | 1948-1949 |           |
| Banatul românesc               | Grupul de la Teregova                                          | Notarul Gheorghe Ionescu (Spiru Blănaru, Comandor Petre (sau Petru) Domășneanu, Pavel Stoichescu, Ion Stoichescu, Moise Anculia, Petru Berzescu, Ion Berzescu, Iacob Cimpoca, Tudor Rușeț, Petru Anculia, Iovan Berzescu, Gheorghe Ivănici, Ilie Ghimboașă, Ianăș Grozăvescu, Gheorghe Smultea, Horea Smultea, Romulus Marițescu, Nicolae Ghimboașă, Iancu Ghimboașă, Martin Copăceanu, Gavrilă Stoichescu, Nicolae Ciurică, Romulus Anculia) | 1948-1949 |           |
| Banatul românesc               | Aurel Vernichescu și avocatul Ioan Târziu                      | Aurel Vernichescu și avocatul Ioan Târziu (Constantin Jumanca, Miron Ivănescu, Sebastian Crăsnaru, Ion Jumanca, Gheorghe Cristea, Victor C. Bisericosul) | 1947-1949 |           |
| Banatul românesc               | Petre (sau Petru) Ambruș                                       | Petre (ou Petru) Ambruș | 1948-1950 |           |
| Banatul românesc               | Dumitru Ișfănuț (zis „Sfârloagă”)                              | Dumitru Ișfănuț și Dumitru Mutașcu (Nistor Duicu, Ioan Caraibot, Victor Curescu, Gheorghe Serengău, Maria Vlădescu, Nicolae Ciurică, Iancu Baderca) | 1949-1954 |           |
| Banatul românesc               | Nicolae Doran                                                  | Nicolae Doran (Nicolae Popovici, Ilie Dancea, Nicolae Caragea, Nicolae Gîru, Avram Gîru, Pavel Cotârlă, Vasile Martin, Vasile Măran, Pavel Brânzei, Maxim Pârcea, Vichente Dancea, Pavel Andrei, Cornel Lazăr, Nicolae Zarcula, Nicolae Irimia, Adam Măran, Nicolae Murgu, Gheorghe Stoia, Ștefan Luca, Valeriu Lazăr, Ion Andrei, Constantin Coniac, Luca Damaschin, Ioan Botișan, Paul Cojan, Dica Paul Botoș, Strein Olaru, Octavian Botoș, Puiu Roșu, Ion Chirilă și Nicolae Pența) | 1948-1950 |           |
| Banatul românesc               | Dr Liviu Vuc                                                   | Dr Liviu Vuc (Iosif Hlobil, Virgil Atnagea, Anton Atnagea, Ștefan Drăgan, Ioan Beg) | 1948-1952 |           |
| Moldova                        | Bacău                                                          | „Uturea” sau Gheorghe Ungurașu. | Gheorghe Ungurașu (Petru C. Baciu, Vasile Ungurașu, Eugen Berza, Petre Dascălu, Gioga Parizian, Mircea Motei Neculai Ungurașu) | 1947-1948 |
| Moldova                        | Bârlad                                                         | Constantin Dan | Constantin Dan (Nicolae Borca, Costin Rusu) | 1958      |
| Moldova                        | Suceava (Bucovina)                                             | Constantin Cenușă | Constantin Cenușă (Vasile Motrescu) | 1948-1951 |
| Moldova                        | Suceava (Bucovina)                                             | Vasile Motrescu | Vasile Motrescu | 1948-1958 |
| Moldova                        | Suceava (Bucovina)                                             | Gheorghe Munteanu | Gheorghe Munteanu (Sorin Mărgineanu, Colonel Vasile Cârlan, Virgil Cârlan, Gavril Poleacu, Costin Polec) | 1948-1950 |
| Moldova                        | Suceava (Bucovina)                                             | Grigore Sandu | Grigore Sandu (Dumitru Crăciun, Jenică Arnăutu, Grigorie Chelsoi) | 1949      |
| Moldova                        | Suceava (Bucovina)                                             | Vasile Cămăruță | Vasile Cămăruță | 1949-1950 |
| Moldova                        | Suceava (Bucovina)                                             | Gavril Vatamaniuc | Gavril Vatamaniuc (Ion Vatamaniuc, Mereuță Dumitru Constantin, Ion Chiraș și Gheorghe Chiraș, Vasile Motrescu, Vasile Marciuc) | 1948-1955 |
| Moldova                        | Suceava (Bucovina)                                             | Vladimir Macoveiciuc | Vladimir Macoveiciuc (Silvestru Macoveiciuc, Sava Onica, Florea Arcade, Anghel Coroamă, Dumitru Bădiliță, Vasile Onica, Simion Tudose, Gheorghe Cârdei) | 1944-1946 |
| Moldova                        | Suceava (Bucovina)                                             | Silvestru Hazmei sau Harsmei | Silvestru Hazmei sau Harsmei (Vasile Cujmir, Vasile Sved, Pavel Tiron, Alexandru Țurcanu, Ioan Motrescu, Alexandru Cosovan, Nicolae Preziuc, Gheorghe Horobeț) |           |
| Moldova                        | Suceava (Bucovina)                                             | Gărzile lui Decebal | Filaret Gămălău, Sublocotenentul Jenică Arnăutu (Radu Cacina, Strătescu, doctor Vasilache, Aurel Botnariuc, Gheorghe Petrescu, Nicolae Chelsoiu) | 1944-1949 |
| Moldova                        | Vrancea                                                        | Grupul Paragină (sau Vrancea) | Frații Ion și Cristea Paragină (Gheorghe Mălăcescu, Vasile Sava, Ilie Nistor, Nicolae Ambrozie, Mihai Timaru, Aristide Zdru, Gheorghe Ungureanu, Teodosie Filimon, Evghenie Hulea) | 1948-1953 |
| Moldova                        | Vrancea                                                        | Gheorghe Militaru (Dumitrești - Vrancea). | Gheorghe Militaru (Colonel Ioan Strâmbei, Victor Isofăchescu, Ionel Militaru, Grigore Cucu, Constantin Cucu, Ioan Cucu) | 1948-1950 |
| Moldova                        | Vrancea                                                        | Mâna Albă | Căpitan de aviație Mândrișteanu (Mihai Bragă, Ghiță Bragă, Constantin Bârdan, Gheorghe Sandu, Vasile Călărețu, Constantin Grecea, adjutantul aviator Sandu din Sascut) | 1951      |
| Moldova                        | Vrancea                                                        | Organizația Vlad Țepeș II (Vrancea) | Victor Lupșa (Anton Macovei, Gheorghe Cornelia, Ion Caloianu, Dumitru T. Boștiog, Costică T. Danțiș, Simion Baraghina, Teodor Bușilă, frații Nicolae și Maftei Dănilă, Pantazică (?), Costică și Gheorghe Pintilie, Luca Bratu, Oprea Roșca, Pompiliu Manoliu, familia Bercuci, Ion Bratu (tată), Ion Bratu (fiu), Ion Bunghez, Gheorghe Bălan (tată), Gheorghiță Bălan (fiu), frații Ion și Gheorghe Brânzaru, Dumitru Rusu, preotul Manole Arghir, Vasile Maftei, Constantin Manoliu, Vasile Matei, Dumitru Botez, Ion Neagu, Victor Isofăchescu, Ionel Militaru, Dinu Bentea, Părinte Sebastian Popescu, locotenent-colonelul deblocat Ion Strâmbei, Dumitru Marola, Constantin Gabrieleanu) | 1948-1950 |
| Oltenia                        | Craiova                                                        | Mișcarea Națională de Rezistență - General Ion Carlaonț | Ion Carlaonț (colonelul Cărăușu, maiorul Lucian Dimitriu, Constantin Grădinaru, Remus Radina, Tiberiu Țolescu, Ștefan Hălălău, Radu Ciuceanu) | 1946-1948 |
| Oltenia                        | Gorj                                                           | Căpitan Grigore Brâncuși | Căpitan Grigore Brâncuși (Locotenent-colonel Micandru Ionescu Vintilă, Ion Rădoi, Alexandru Stoichițescu, Constantin Tabacu, Gheorghe Martin, Gheorghe Dineu, Constanța Tabacu și Polina Sîrbulescu) | 1949-1951 |
| Oltenia                        | Vâlcea                                                         | Partizanii de la Arnota | Ghiță Piele și Ion Oprițescu (Mihai Moronescu, Ion Costin, Temistocle Tomescu, Ștefan Teodorescu, Ion Constantin, Gabriel Bălănescu, Mircea Măzărean, Mișu Ocneriu, Constantin Văduva, Nicolae I. Constantin, Ioan Pavel zis Bostan, Gheorghe Popescu, Gheorghe Ionescu zis Brusture, Gheorghe Șitoianu, Peiciu Oprea, Ion Marinovici, Gheorghe Popescu, Constantin Ciorgan, Aristide Ionescu, Nicolae Păunescu, Ioan Chițoiu, Emil Sanfrancisco, Ioan Teodorescu, Ionescu Gheorghe (student), Banu Petre, Ghiță Băncescu Starovici (student anul II la Arhitectură), Nicolae Ștefan (electrician), Adrian Mohora (student anul IV), Gheorghe Huțanu (muncitor la Atelierele C.F.R. din Pașcani), Nicolae Anghel (zidar din Râmnicu-Vâlcea), Ionescu Gheorghe, Văduva Constantin, Șitoianu Gheorghe, Pavel Ion, Nicolae Constantin, Ion Oprițescu, Ștefan Cetățeanu, Gheorghe Popescu, Nicolae Tărășescu, Ion Cetățeanu, Mircea Măzăreanu, Ion Martin) | 1948-1949 |
| Dobrogea                       |                                                                | | |           |
| Dobrogea                       | Haiducii Dobrogei                                              | Gogu Puiu, responsabil pentru zona de sud și responsabil pentru întreaga regiune (Nicolae și Dumitru Fudulea, responsabil pentru zona de nord, Nicolae Ciolacu, responsabil pentru zona centrală, frații Croitoru, Nicolae Ciolacu, Niculae Trocan, Gheorghe Garofil, Stere Piștalu, Gogu Minai, Gheorghe Moceanu, Gheorghe Manafu, lancu Zoricu, lancu Pirnea, profesor Florian, Iancu Ghiuvea, Iancu Beca, Cioșca, Stila Timu, Constantin Ghiță, Nicolae Conic, Gheorghe Grasu, Stere Grasu, Adam Ciungu, Stere Niculescu, Stere Hapa, Nicolae Hașoti, Iancu Cușu, Gheorghe Filiu, preot Mihăilescu, Nicolae Cocoș, Vasile Baciu, Gheorghe Dinu zis Donica, Niculae Jipa, Gica Perifan, Gheorghe Cresu, Gheorghe Gulea, Stila Timu, Plutonier Cenuse, Stere Stercu, Avganti, Nicu Marin, Toma Vasile, Gheorghe Arau, Ion Cotan, Stere Alexe) | 1947-1952 |           |
| Basarabia (RSSM)               | Ungheni                                                        | Armata Neagră | Teodor Coșcodan, Ion Ganea, Vasile Plașca, Simion Alexa, Gavril Bodiu, Gheorghe Bogatu, Ion Coșcodan, Hariton Ciolpan, Pavel Cațer, Mihail Jardan, Grigore Iovu, Grigore Herța, Maria Buruiană | 1949-1950 |
| Basarabia (RSSM)               | Bălți                                                          | Sabia Dreptății | Ion Moraru, Eugen Guțu, Mihail Gheorghelaș, Pavel Istrati, Vasile Oleinic, Alexandru Bobeică, Petru Lungu, Vasile Țurcanu, Chiril Morărescu, David Leahu | 1947-1950 |
| Basarabia (RSSM)               | Bălți                                                          | Uniunea Democratică a Libertății | Anatol Miliutin, Nicolai Postol, Boris Novac, Vasile Barbovschi, Vasile Hriplivâi, Piotr Kapusta, Simion Untu, Alexei Coval, Sava Lopatinski, Kondrat Boris, Maxim Hrapcenkov, Artiom Borisov, Porfirii Silivestrov, Ivan Kovaliov, Akim Borisov, Ivan Eșan, Alexandr Korceak, Grigori Pelevaniuc, Mihail Doneț, Dumitru Pădureț, Alexandru Gonța, Djupo Golentunder, Nicolai Usatâi | 1951-1952 |
| Basarabia (RSSM)               | Soroca                                                         | Arcașii lui Ștefan | Vasile Bătrânac, (frații ?) Ion și Maxim Brumă, Pricopie Trofim, Vasile Cvasniuc, Vasile Băleanu, Mihail Ursachi, Teodor Colesnic, Vasile Cibotaru, Victor Solovei, Nicolae Prăjină, Teodosie Guzun, Anton Romașcan, Nichita Brumă | 1945-1947 |

### Instituții publice legate de memorie
- Institutul de Investigare a Crimelor Comunismului și Memoria Exilului Românesc (IICCMER) - Instituție de stat, al cărei președinte este numit de către guvernul român[102].

- Centrul de Studii asupra Comunismului și Postcomunismului - Această instituție depinde simultan de IICCMER și de Facultatea de Istorie a Universității „Alexandru Ioan Cuza” din Iași.

- Consiliul Național pentru Studierea Arhivelor Securității (C.N.S.A.S.) - C.N.S.A.S este o instituție de stat al cărei președinte este numit de către guvernul român. instituție de stat al cărei președinte este numit de guvernul României. Membrii Colegiului (de conducere) sunt propuși de diferitele puteri și numiți de Parlament. Printre acestea se numără un reprezentant al societății civile, propus de Președintele României; un reprezentant al societății civile, propus de prim-ministru; și nouă membri, la propunerea grupurilor parlamentare, conform configurației politice a celor două Camere. Pe baza unui raport comun, întocmit de comisiile juridice ale Camerei, deputații și Senatul reuniți în ședință comună numesc membrii Colegiului pentru o perioadă de 6 ani[Note 14].

- Arhivele Naționale ale României - Arhivele Naționale este o instituție de stat, al cărei președinte este numit de către guvernul român.

- Institutul Național pentru Studiul Totalitarismului (INST) - Entitate a Academiei Române.

## Organizații neguvernamentale și inițiative private privind rezistența sau memoria
- Asociația foștilor deținuți politici din România - Fondată în ianuarie 1990, Asociația Foștilor Deținuți Politici din România (AFDPR) apără memoria represiunii comuniste și conservă mărturiile orale ale membrilor săi. De asemenea, asociația se luptă pentru recunoașterea amplorii persecuției comuniste și pentru condamnarea crimelor și abuzurilor regimului comunist.

- ro  fr  en  de  Fundația Academia Civică administrează  Memorialul Victimelor Comunismului și al Rezistenței de la Muzeul Sighet, precum și Centrul Internațional de Studii asupra Comunismului (CIEC) din București, dedicat memoriei victimelor comunismului și Rezistenței românești. Pagina principală a site-ului descrie obiectivele fundației: „Cea mai mare victorie a comunismului – o victorie relevată dramatic abia după 1989 – a fost crearea omului fără memorie, a omului nou cu creierul spălat, care nu trebuie să-și amintească nici ce a fost, nici ce a avut, nici ce a făcut înainte de comunism. Realizarea Memorialului Victimelor Comunismului și al Rezistenței este o formă de contracarare a acestei victorii, un mijloc de resuscitare a memoriei colective. Format din Muzeul de la Sighet și din Centrul Internațional de Studii asupra Comunismului, cu sediul în București, precum și organizator al Școlii de Vară, Memorialul este o instituție a Memoriei, unică în felul ei prin faptul că este în același timp institut de cercetare, de muzeografie și de învățământ”

- Fundația Culturală Memoria - Creată imediat după Revoluția din 1989 de către fondatorul ei, Banu Rădulescu, scriitor și fost deținut politic. Ea vizează să aducă la cunoștința publicului crimele și abuzurile comunismului. Fundația editează pe hârtie și pe internet memoriile din închisoare și deportări precum și memoriile rezistenților. Revista Memoria - Revista gândirii arestate are drept misiune denunțarea comunismului. Ea este dedicată mărturiilor foștilor deținuți politici, fiind editată de către fundație sub egida Uniunii Scriitorilor din România. Primul număr al revistei Memoria - Revista gândirii arestate a fost editat în 1990.

- Procesul comunismului, contrarevoluției și tranziției criminale - Site care adună mărturii, cărți și fotografii pentru pregătirea unui Proces al Comunismului în România. Această inițiativă a Cicerone Ionițoiu de a promova unui proces al comunismului a permis depunerea unei cereri la CEDO, în 2013, pentru recunoașterea caracterului criminal al acestui regim.

- Memoria.ro - Bibliotecă digitală de interviuri, memorii, studii și istorii orale, precum și de cărți și imagini din istoria recentă a României - Memoria.ro.

- (CICCR) Centrul de Investigare a Crimelor Comunismului - Este vorba despre o instituție privată (ONG), independentă de statul român. CICCR este un proiect susținut de către fr:Fondation Konrad-Adenauer și dezvoltat în cadrul Asociației pentru Memoria Victimelor Comunismului - Centrul de Investigare a Crimelor Comunismului[Note 15]. Centrul pare să fie inactiv din 2013.

- Memoria Rezistenței - Mémoire de la résistance par d'anciens détenus politiques roumains (association "Cei 40 de Mucenici").

- Seria de documentare Memorialul Durerii, o serie de 250 de documentare realizate de Lucia Hossu Longin despre luptătorii din rezistență care au supraviețuit dictaturii comuniste. Acesta conține numeroase rapoarte, mărturii și interviuri cu opozanți sau luptători al rezistenței torturați și închiși de Securitate, dar și cu torționari comuniști, securiști și directori de închisori: Memorialul Durerii / O istorie care nu se învață la școală. Majoritatea documentarelor (peste 250) sunt disponibile pe internet: Documentaires Memorial Durerii sur internet. Primele 120 de numere au devenit un veritabil monument al istoriei și au fost cumpărate de Congresul SUA. Acestea sunt accesibile în mod gratuit - Pagina Youtube a TVR care prezintă cele 120 de documentare istorice din seria „Memorialul Durerii”: TVR - Memorialul Durerii. O istorie care nu se invata la scoala.

- ro  en  Toma Arnăuțoiu 1921-1959 - Biografie, fotografii și documente despre locotenetul Toma Arnăuțoiu. Site-ul aparține creatoarei sale Ioana Raluca Voicu-Arnăuțoiu.

- Eroine Nucșoara - Site-ul online Eroinele din Nucșoara, un site dedicat femeilor combatante din Rezistența anticomunistă. Site-ul aparține Ioanei Raluca Voicu-Arnăuțoiu.

- Gogu Puiu - Asociația „Gogu Puiu și Haiducii Dobrogei” - Asociație dedicată memoriei luptătorului anticomunist cu același nume. A fost înființată de nepoata acestuia, Elena Rădulescu. Pe lângă furnizarea de informații istorice despre luptător și grupul său, asociația este deosebit de activă prin acțiuni culturale, evenimente comemorative, lansări de carte, proiecții de filme, concerte, manifestări artistice, tabere de sport-studiu și proiecte educaționale.

- Fundatia Ion Gavrila Ogoranu - Fundația organizează diverse evenimente comemorative, expoziții și discuții ale foștilor deținuți politici în școlile secundare, precum și vizite la fortul Jilava în parteneriat cu asociația „Gogu Puiu și Haiducii Dobrogei”.

- ro  fr  en  Despre demnitate - Povestea unor oameni (aproape) necunoscuți - Cartea despre demnitate - Povestea unor oameni aproape necunoscuți, de Alexandru Pătrașcu.

- O inițiativă originală în legătură cu memoria Rezistenței românești. Dedicat „celor care și-au păstrat demnitatea” în timpul terorii comuniste, site-ul are drept ambiție aducerea la cunoștința marelui public a acestei perioade. Cartea care a fost publicată este rezultatul cercetărilor și al interviurilor cu luptători anticomuniști, dar și al emoțiilor și al reacțiilor în fața lecturilor despre Rezistența românească. Mai multe pagini au fost traduse în limbile franceză și engleză. Iată spiritul acestui site așa cum este descris pe pagina Cartea despre demnitate: Ce știm despre aceste lucruri, în afară de ideile primite de-a gata? Destul de puțin. Una dintre cele mai păguboase idei este aceea că fenomenul rezistenței anticomuniste din munții României este unic în lume. De ce trebuie să ne căutăm cu încrâncenare această unicitate? La ce ne folosește? S-a dovedit deja, copilăresc de simplu, că această conceptualizare a unicității e anulată de o altă enormitate, care spune că toți luptătorii din munți erau legionari, oameni de extremă dreaptă, și nu e deloc adevărat, chiar dacă legionari au fost mulți dintre ei.
- Blogul a fost publicat sub titlul Cartea despre demnitate, Alexandru Pătrașcu, prefață de Marius Ghilezan, Editura Virtuală, București, 2012, ISBN: 978-606-93389-1-9